# 앤잭 전쟁 기념관

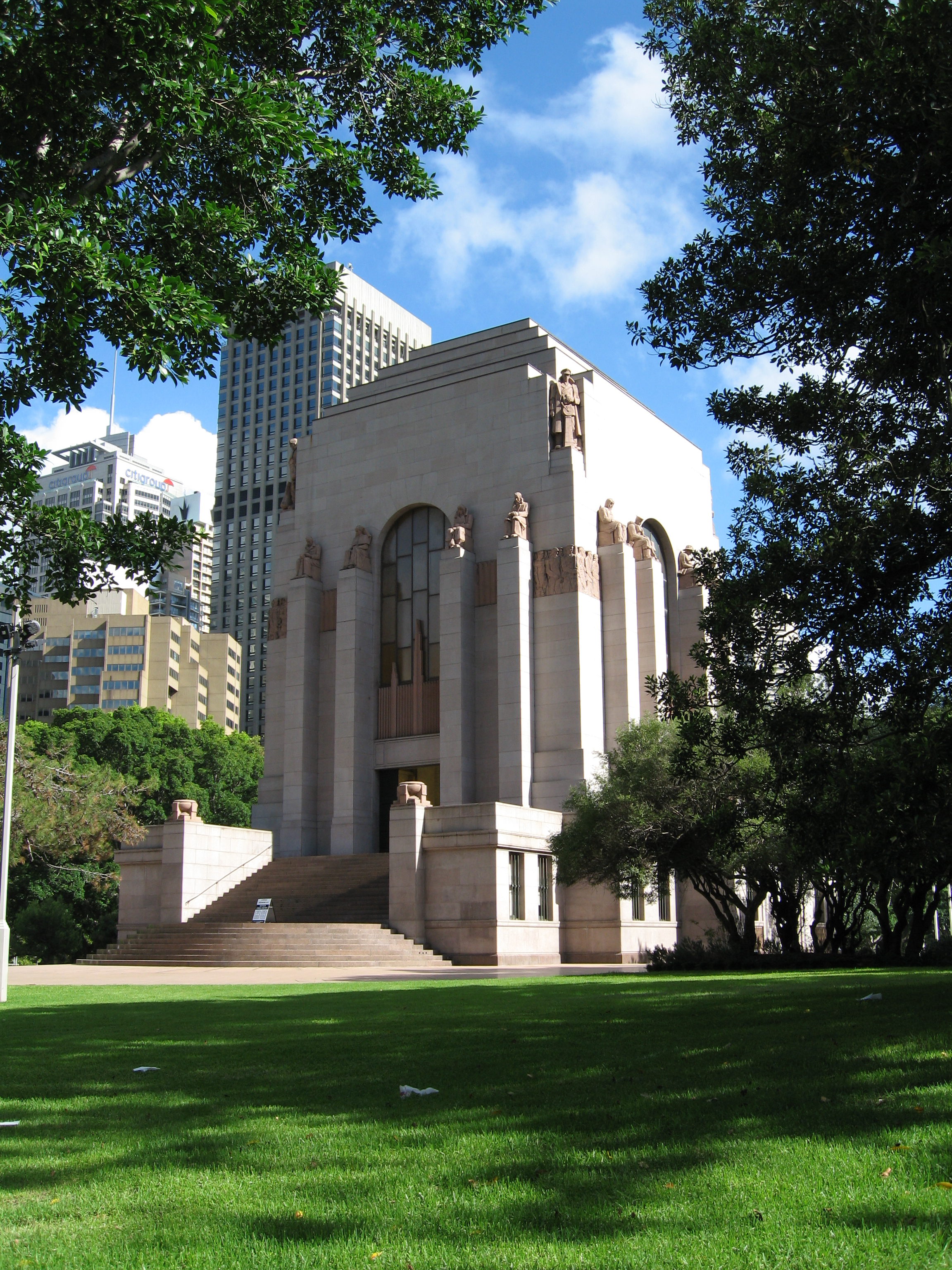
앤잭 전쟁 기념관

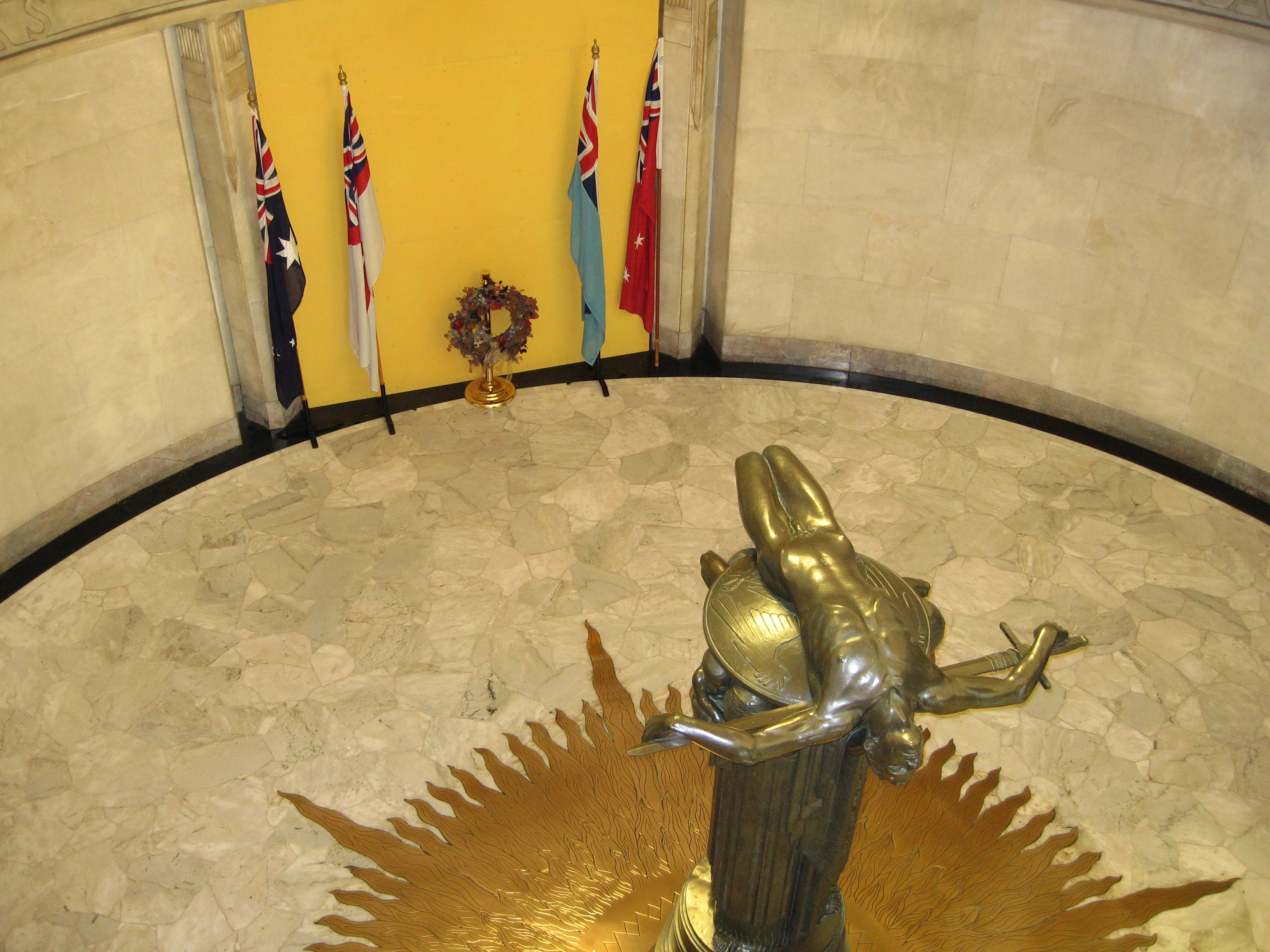
레이너 호프(Rayner Hoff)의 작품 《희생》(Sacrifice)

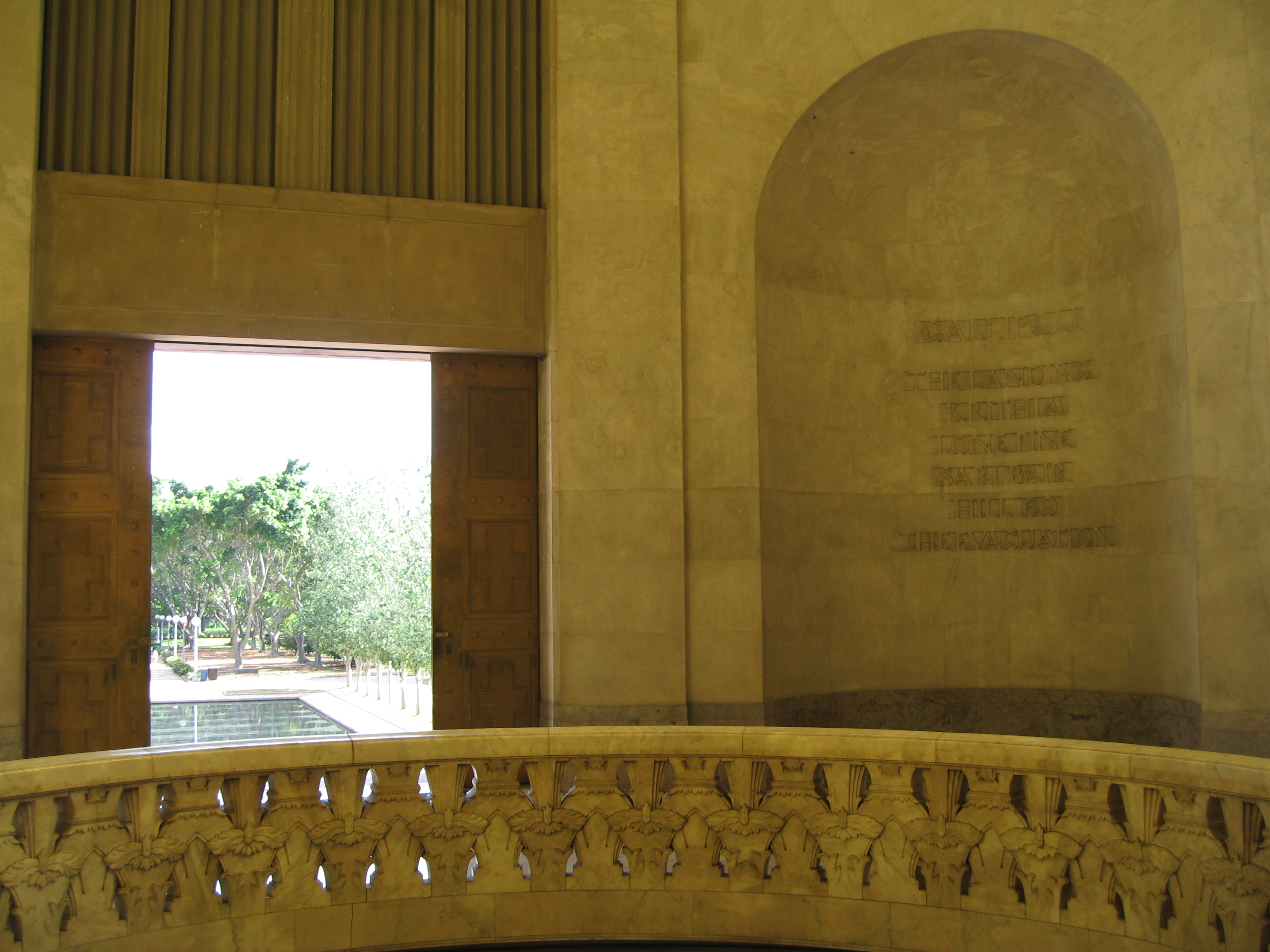
앤잭 전쟁 기념관 내부

앤잭 전쟁 기념관(영어: ANZAC War Memorial)은 오스트레일리아 뉴사우스웨일스주 시드니 하이드 파크에 위치한 군사 기념관으로 1934년 11월 24일 완공되었다. 이 기념관은 찰스 브루스 딜릿(Charles Bruce Dellit)에 의해 디자인 되었고, 건물 외부 장식은 레이너 호프(Rayner Hoff)가 맡았다. 이 건물은 오스트레일리아 내에서 매우 잘 만들어진 아르데코 양식의 건물이다.
이 기념관은 시드니 중심 업무 지구의 동쪽 끝의 하이드 파크 남단에 위치하고 있으며, 앤잭 데이와 제1차 세계 대전 휴전 기념일에 주요 행사가 벌어지는 곳이다.

## 디자인
이 건물은 콘크리트 구조로 지어졌으며, 붉은색의 화강암을 사용하여 건물의 외부를 덮었고, 아르데코 양식의 외벽과 계단식 상부 구조로 지어졌다. 건물의 4면에는 거대한 아치(arch) 모양의 노란색 스테인드 글라스 장식이 되어있으며, 꼭대기에는 지구라트 양식의 계단형 피라미드 형상을 지닌 지붕을 가지고 있다. 건물의 최상층에는 십자 형태의 주춧돌이 관리 사무실과 소규모의 박물관과 함께 위치하고 있다.
건물의 내부는 흰색의 대리석으로 장식되어 있으며 돔 형식의 천장에는 12만개의 금으로 만들어진 별들이 장식되어 있다. 각각의 별들은 1차 세계 대전에 참전한 뉴 사우스 웨일스 주의 지원병들을 의미한다. 건물의 남쪽과 북쪽을 따라 위치한 넓은 계단을 통해 메인 홀로 들어갈 수 있으며, 1층의 동쪽과 서쪽의 문은 지하 전시실로 연결되어 있다.
레이너 호프(Rayner Hoff)에 의해 건물 내부에 구리로 만들어져 설치된 조소 작품들은 젊은 나이에 전쟁에 참여하여 죽은 군인들의 모습을 담고 있으며, 어머니와 자매, 부인을 의미하는 3개의 여성 동상이 설치되어 있다. 또한 다른 기념관에서는 볼 수 없었던 벌거벗은 남성의 동상은 개관 당시 많은 화제와 충격을 불러 일으키기도 했다. 역시 호프에 의해 건물 외부에도 구리로 제작된 프리즈가 설치되어 있으며, 화강암을 깎아 만든 군인을 상징하는 20개의 조각과 벽면이 설치되어 있다.
앤잭 전쟁 기념관의 북쪽에 위치한 반성의 호수(Lake of Reflections)라는 이름의 호수의 측면은 포플러 나무로 제작되었다. 여기에 사용된 포플러 나무들은 오스트레일리아 군대가 전투를 벌였던 프랑스 지역의 포플러 나무를 상징적으로 사용하였다. 최초 계획에 의하면 기념관의 4방으로 반성의 호수와 유사한 형태의 연못들을 건축하려 했으나 계획이 실행되지는 못하였다. 시드니 시의 계획에 따르면 제2의 반성의 호수는 앤잭 전쟁 기념관의 75주년 기념일에 맞추어 완공 될 것이라고 알려졌다.
전쟁 기념관의 이름인 ANZAC은 "Australian and New Zealand Army Corps"의 약자로 1차 세계 대전에 참여한 오스트레일리아·뉴질랜드 연합군을 의미한다.

서쪽 문에 설치된 10m 길이의 동판화, 레이너 호프(Rayner Hoff)의 작품.

동쪽 문에 설치된 10m 길이의 동판화, 레이너 호프(Rayner Hoff)의 작품. 이 두 작품은 1차 대전 당시 오스트레일리아 군대의 활동과 임무들을 묘사하였다.

## 같이 보기
- 오스트레일리아 전쟁기념관
- 전쟁기념관 (멜버른)

## 참고 문헌
- Bayer, Patricia, Art Deco Architecture: Design, Decoration and Detail fro the Twenties and Thirties, Thames & Hudson, London, 1992
- Edwards, Deborah, This Vital Flesh: The Sculpture of Rayner Hoff and His School, Art Gallery of New South Wales, Sydney, 1999
- Hedger, Michael, Public Sculpture in Australia, Craftsman House, Sydney, NSW, 1995
- Inglis, K.S., Sacred Places: War Memorials in the Australian Landscape, Melbourne University Press, Melbourne, 1998
- Sturgeon, Graeme, The Development of Australian Sculpture: 1788 - 1975, Thames & Hudson, London, 1978
- Van Daele, Patrick and Roy Lumly, A Spirit of Progress: Art Deco Architecture in Australia, Craftsman House, Sydney, NSW, 1997